# Заря над Неманом
Политическая партия «Заря над Неманом» (лит. Politinė partija «Nemuno Aušra», PPNA; другие варианты перевода — «Рассвет над Неманом», «Рассвет Немана», «Заря Немана») — литовская правопопулистская политическая партия, основанная Ремигиюсом Жемайтайтисом в 2023 году.

## История
Лидер «Зари» Ремигиюс Жемайтайтис начинал свою карьеру в большой политике в правоцентристской партии «Порядок и справедливость». С 2016 по 2020 гг. Жемайтайтис был председателем этой партии. В конце 2018 года «Порядок и справедливость» вошли в правящую коалицию, в результате чего Жемайтайтис получил пост вице-спикера Сейма. Вскоре парламентская фракция «Порядок и справедливость» объявила о самороспуске, а Жемайтайтис стал независимым членом парламента. После неудачной попытки сместись действующего спикера Виктораса Пранцкетиса коалиция проголосовала за снятие Жемайтайтиса с позиции вице-спикера Сейма.
В 2020 году партии «Порядок и справедливость», «Литовский союз свободы» и движение «Вперёд, Литва!» объединились в партию «Свобода и справедливость», которую возглавил Жемайтайтис.
В мае 2023 года «Свобода и справедливость» исключала Жемайтайтиса из числа членов партии за его антисемитские высказывания. Впоследствии он был лишён депутатского мандата тоже.
Для дальнейшего участия в политике Жемайтайтис решил учредить собственную партию «Заря над Неманом». В ноябре 2023 года он объявил, о том, что собрал достаточное количество сторонников, готовых вступить в партию и принять участие в учредительном съезде (согласно литовскому законодательству, для этого требуется ок. 3 тыс. человек). К Жемайтайтису перешли многие бывшие члены «Свободы и справедливости».
16 января 2024 партия была зарегистрирована.

## Результаты выборов
На парламентских выборах 2024 года «Заря» получила ок. 15 % голосов, что позволило получить 14 мандатов в новом созыве Сейма. Ещё 6 мандатов члены партии завоевали в одномандатных округах. Таким образом, «Заря» стала третьей по количеству мест фракцией в парламенте. Социал-демократы, завоевавшие 52 места, предложили «Заре» сформировать правящую коалицию. Включение «Зари» в коалицию вызвало негативную реакцию в Литве и за пределами страны. Несмотря на это, партия «Заря» вошла в новую правящую коалицию.

## Взгляды
Лидер партии не раз был уличен в антисемитских, а также в антироссийских высказываниях.

## Интересные факты
- По словам Жемайтайтиса, партия названа в честь крупнейшей реки Литвы — Неман, а также в честь газеты «Аушра» (лит. «Заря») — первого общественно-политического издания на литовском языке.
- Название партии созвучно названию фильма «Над Неманом рассвет» (1953), в котором показывается жизнь литовского колхоза в послевоенные годы. Однако идеология партия не имеет ничего общего с содержанием картины.